# نجف‌علی
نجف‌علی (ترکی آذربایجانی: Nəcafalı) یک منطقهٔ مسکونی در جمهوری آرتساخ است که در استان شاهومیان واقع شده‌است.